# Aphelaria deflectens
Aphelaria deflectens é uma espécie de fungo pertencente à família Aphelariaceae.